# 寺澤芳男
寺澤 芳男（てらさわ よしお、1931年10月3日 - ）は、日本の実業家、政治家。
野村證券副社長、ローンスタージャパン会長、東京スター銀行会長、多数国間投資保証機関長官（初代）、参議院議員（1期）、経済企画庁長官（第49代）、参議院外務委員長等を歴任した。

## 来歴

### 生い立ち
栃木県佐野市生まれ。早稲田大学高等学院、早稲田大学政治経済学部卒業。

### 野村證券時代
大学卒業後、野村證券に入社。入社後、フルブライト奨学生としてアメリカ合衆国ペンシルベニア大学大学院に留学し、ウォートン・スクールで経営学修士（MBA）を取得した。帰国後、野村證券外国部次長を経て、1968年にニューヨーク支店長に就任。翌1969年、ニューヨーク支店は現地法人格を有する米国野村證券（Nomura Securities International Inc.）に再編され、寺澤は同社の初代代表取締役社長に就任した。同年、アジア人で史上初めてボストン証券取引所の会員になり、また1973年には、ウォール街への証券投資を日本で初めて手掛けた功績が評価され、ニューヨーク市の市民団体「シティクラブ・オブ・ニューヨーク」から『名誉市民』の表彰を受けた。
その後一旦は日本に帰国し東京で勤務したが、1980年7月、米国野村證券会長に就任し、再びニューヨークへ赴任。翌1981年、日本人で初めてニューヨーク証券取引所の会員になった。1982年、社長公邸に用いるため5番街のメトロポリタン美術館前に高級アパートメントを購入。このアパートメントには国内外のビジネスマンのほか、女優の竹下景子や草笛光子、作家の司馬遼太郎も訪問している。
1987年1月、米国野村證券会長を退任し、日本に帰国。野村證券本社国際部門に復職し、のちに野村證券副社長を務めた。1988年、国際連合の専門機関である多数国間投資保証機関（MIGA）の設立に伴い、当時大蔵大臣を務めていた宮澤喜一や早稲田大学の同級生で大蔵省財務官であった行天豊雄の推薦により、MIGAの初代長官に就任した。

### 政界入り
1992年、日本新党を結党した前熊本県知事・細川護煕から要請を受け、第16回参議院議員通常選挙に比例区3位で立候補。日本新党は比例区で4議席を獲得し、初当選を果たした。当選後、同党参議院議員会長に就任。1994年には、当選1回の参院議員ながら羽田内閣で経済企画庁長官に任命されるも、羽田内閣は発足直後に日本社会党の連立政権からの離脱により少数与党に転落し、64日の短命政権に終わった。同年の日本新党解党に伴い、新進党結党に参加。1997年、参議院外務委員長に就任。同年、解党直前の新進党を離党した4人の議員と政党要件喪失した自由の会母体にフロム・ファイブ（細川護煕代表）を結党し数日遅れて入党。民政党を経て、1998年に民主党に合流した。
1998年の第18回参議院議員通常選挙に民主党公認で比例区から出馬したが落選し、政界引退を表明した。2001年、勲二等瑞宝章受章。

### 政界引退後
政界引退後はローンスター日本法人の会長を経て、東京スター銀行会長を歴任した。

## 著書
- ウォール・ストリート日記ーアメリカビジネスマンの昼と夜（主婦の友社・1987年10月刊）
- ウォール・ストリートの風ーぼくはこの「戦場」が大好きき（角川文庫・1990/11刊）
- THINK BIG!(シンク・ビッグ!)ーウォール街からワシントンD.C.へ（角川文庫・1991/3刊）
- ネバー・ギブアップ!ーウォール街・ワシントン・永田町 三度目の人生へ（PHP研究所・1993年3月刊）
- 英語オンチが国を亡ぼす（東洋経済新報社・1997年3月刊）
- スピーチの奥義（光文社新書・2011/5/17刊）